# 森澤信夫
森澤 信夫（もりさわ のぶお、1901年3月23日 - 2000年4月27日）は、邦文写真植字機の発明者にして、株式会社モリサワの創業者。石井茂吉と共同して邦文写真植字機の構想を具体化し実用化に成功した。その最初の特許には「寫眞装置」として記載された邦文写真植字機について、当時の特許公報は特許権者として石井茂吉の名を、特許権者及び発明者として森澤信夫の名を記している。

## 人物・生涯
兵庫県揖保郡に生まれる。彼は中学校に行っておらず学歴は無かったが、幼少より利発聡明、アイデアマンだったと伝えられる。父親豊治郎が鉄工所を経営していたため、その設備を利用してさまざまなものを手作りしていた。
1923年、星製薬に入社。社長の星一（星新一の父）が宣伝用新聞を印刷するためにと外国で購入した高速度輪転機（ドイツMAN社製）を組み立てて稼働させる仕事を与えられる。この時、森澤は印刷の知識などまったくなかったが、参考に朝日新聞大阪本社の輪転機を見学、その機能に驚いた。彼は奮闘の末、その輪転機を完成させるも、活版印刷がいかに大変なことかを知るに至る。これを機に印刷部の主任を命じられた。
またこの年、海外（イギリス）には写真植字というアイデアがあるが、なかなか実用化できずにいることを知る。欧文活字と和文活字を比較した森澤は、和文活字はすべて正方形であるという点に気づく。欧文では文字毎に幅 (set) が異なるゆえに実用化できずにいたわけだが、和文ならば歯車を一定量回すことで均等に動かして露光していくことで、実現可能ということをひらめく。この大発見によって、森澤は下宿先で写真植字機の構想をまとめ設計図をひいた。
1924年、同じ星製薬に技術者として勤めていた石井茂吉と出会い、意気投合。同年7月24日に装置の特許を出願（モリサワ公式サイトでは、この年を創業年としている）。1925年6月23日に特許成立（特許第64453号。石井との共同）。同年10月に試作1号機を完成。
1926年には、石井写真植字研究所（現・写研）を設立し、1929年に実用1号機完成。大手印刷会社に納品されるが、当時はほとんど使われなかったという。1933年には、開発方針の違いから、事業では石井と袂を分かつ。ただし、1963年に石井が死去するまで個人的な交流関係は継続し、戦災で焼失した写植機の開発再開では相互に協力した。
1948年に大阪市西成区に写真植字機製作株式会社を設立。1954年に社名を株式会社モリサワ写真植字機製作所に改める。
1971年、勲三等瑞宝章。同年、会社は株式会社モリサワに改称。森澤は、1975年に社長の座を退いて会長職に就き、2000年に死去した。